# Talabı
Talabı (ryska: Талабы) är en ort i Azerbajdzjan.   Den ligger i distriktet Quba Rayonu, i den nordöstra delen av landet, 140 km nordväst om huvudstaden Baku. Talabı ligger 632 meter över havet och antalet invånare är 409.
Terrängen runt Talabı är kuperad. Närmaste större samhälle är Quba, 16,1 km nordväst om Talabı. 
Trakten runt Talabı består till största delen av jordbruksmark. Runt Talabı är det ganska glesbefolkat, med 48 invånare per kvadratkilometer.